# Landkreis Weißenfels
Der Landkreis Weißenfels war ein Landkreis im Süden des Bundeslandes Sachsen-Anhalt. Am 1. Juli 2007 wurde er im Rahmen der Kreisgebietsreform in Sachsen-Anhalt mit dem Burgenlandkreis zum neuen Burgenlandkreis fusioniert. Nachbarkreise waren im Norden der Landkreis Merseburg-Querfurt, im Osten der sächsische Landkreis Leipziger Land und im Süden und Westen der Burgenlandkreis.

## Geschichte

### Preußen
Mit den preußischen Verwaltungsreformen nach dem Wiener Kongress wurde zum 1. Oktober 1816 der Kreis Weißenfels im Regierungsbezirk Merseburg in der preußischen Provinz Sachsen eingerichtet. Er umfasste ursprünglich den größten Teil der altsächsischen Ämter Weißenfels und Pforta sowie Teile der Ämter Eckartsberga, Freyburg und Zeitz. Das Landratsamt befand sich in der Stadt Weißenfels.
Zum 1. Januar 1818 gab der Kreis Weißenfels eine größere Zahl von Gemeinden an den benachbarten Kreis Naumburg ab.
Seit dem 1. Juli 1867 gehörte der Kreis zum Norddeutschen Bund und ab dem 1. Januar 1871 zum Deutschen Reich. Am 28. März 1878 wurden die Landgemeinden Gieckau, Pohlitz, Rathewitz und Scheiplitz aus dem Kreis Weißenfels in den Kreis Naumburg umgegliedert. Ab 1. April 1899 bildete die Stadt Weißenfels einen eigenen Stadtkreis. Der Kreis Weißenfels führte dementsprechend seitdem die Bezeichnung Landkreis. Nachdem die Stadt Weißenfels nicht mehr zum Landkreis Weißenfels gehörte, war Teuchern die größte Stadt im Landkreis. Aus diesem Grund wurde mehrmals von Teucherner Kreistagsabgeordneten versucht, das Kreisständehaus nach Teuchern zu verlagern. Damit wäre Teuchern Kreisstadt geworden. Dieses Vorhaben scheiterte jedoch immer wieder an wenigen Stimmen.
Zum 30. September 1928 fand im Landkreis Weißenfels wie im übrigen Preußen eine Gebietsreform statt, bei der alle Gutsbezirke aufgelöst und benachbarten Landgemeinden zugeteilt wurden. Mit dem 1. Oktober 1932 wurden die Landkreise Naumburg und Weißenfels zum neuen Landkreis Weißenfels mit dem Landratsamt in Weißenfels zusammengeschlossen.
Nach Auflösung der Provinz Sachsen zum 1. Juli 1944 gehörte der Kreis zur neuen Provinz Halle-Merseburg. Im Frühjahr 1945 wurde das Kreisgebiet durch die amerikanischen Streitkräfte besetzt.

### DDR
1946 kam der Landkreis zum neu gegründeten Land Sachsen-Anhalt. Am 1. Juli 1950 wurden die Landkreisgrenzen durch eine erste Verwaltungsreform geändert:
- Die bis dahin kreisfreien Städte Naumburg und Weißenfels wurden in den Landkreis Weißenfels eingegliedert.
- Die Stadt Lützen sowie die Gemeinden Bothfeld, Dehlitz (Saale), Gostau, Großgöhren, Großgörschen, Kaja, Kleingöhren, Kleingörschen, Meuchen, Michlitz, Muschwitz, Oeglitzsch, Pobles, Rahna, Röcken, Schweßwitz, Söhesten, Sössen, Starsiedel, Stößwitz und Tornau wurden aus dem Landkreis Merseburg in den Landkreis Weißenfels umgegliedert.
- Die Gemeinde Roßbach wechselte aus dem Landkreis Querfurt in den Landkreis Weißenfels.

- Die Gemeinde Großkayna wechselte aus dem Landkreis Weißenfels in den Landkreis Merseburg.
- Der Landkreis Weißenfels gab die Städte Osterfeld und Schkölen sowie die Gemeinden Deuben, Dobergast, Döbris, Döschwitz, Droyßig, Goldschau, Kämmeritz, Kleinhelmsdorf, Kretzschau, Lindau, Luckenau, Löbitz, Meineweh, Mutschau, Nautschütz, Nonnewitz, Podebuls-Wetterzeube, Pötewitz, Theißen, Trebnitz a./Elster, Unterkaka, Waldau, Weickelsdorf, Weißenborn und Wettaburg an den Landkreis Zeitz ab.

Im Zuge der Verwaltungsreform von 1952 wurde der Landkreis Weißenfels aufgeteilt:
- Die Städte Hohenmölsen, Stößen und Teuchern sowie die Gemeinden Granschütz, Gröben, Gröbitz, Großgrimma, Krauschwitz, Muschwitz, Nessa, Poserna, Pretzsch, Schelkau, Taucha, Webau, Werschen, Zembschen und Zorbau kamen zum neuen Kreis Hohenmölsen.[6]
- Die Städte Bad Kösen und Naumburg sowie die Gemeinden Abtlöbnitz, Flemmingen, Gieckau, Görschen, Hassenhausen, Kleinheringen, Lißdorf, Mertendorf, Möllern, Mollschütz, Schönburg, Spielberg, Taugwitz und Wethau kamen zum neuen Kreis Naumburg.[6]
- Die Gemeinde Roßbach kam zum Landkreis Merseburg.[6]
- Die restlichen Gemeinden bildeten den Kreis Weißenfels.[6]
- Die Kreise Hohenmölsen, Merseburg, Naumburg, und Weißenfels wurden dem neuen Bezirk Halle zugeordnet.

### Bundesrepublik Deutschland
Kurz vor der deutschen Wiedervereinigung wurde 1990 das Land Sachsen-Anhalt wiedergegründet, der Kreis Weißenfels wurde als Landkreis Weißenfels Bestandteil des Regierungsbezirks Halle. Bei der ersten Kreisreform in Sachsen-Anhalt 1994 wurde der Landkreis Hohenmölsen mit dem Landkreis Weißenfels vereinigt. Die Regierungsbezirke in Sachsen-Anhalt wurden zum 1. Januar 2004 aufgelöst. Im Rahmen der zweiten Kreisgebietsreform in Sachsen-Anhalt wurde der Landkreis zum 1. Juli 2007 mit dem Burgenlandkreis (1994–2007) zum neuen Burgenlandkreis (zunächst als Landkreis Burgenland bezeichnet) zusammengelegt.

## Einwohnerentwicklung
Der Umfang des Landkreises änderte sich mehrfach signifikant; 1899 durch das Ausscheiden der Stadt Weißenfels, 1932 durch die Eingliederung des Landkreises Naumburg, 1950/52 durch einen völligen Neuzuschnitt und 1994 durch die Eingliederung des Kreises Hohenmölsen.
| Jahr | Einwohner | Quelle |
| ---- | --------- | ------ |
| 1816 | 35.251    | [ 7 ]  |
| 1843 | 43.727    | [ 8 ]  |
| 1871 | 67.673    | [ 9 ]  |
| 1890 | 87.560    | [ 10 ] |
|      |           |        |
| 1900 | 71.734    | [ 10 ] |
| 1910 | 76.229    | [ 10 ] |
| 1925 | 83.922    | [ 10 ] |
|      |           |        |
| 1933 | 101.581   | [ 10 ] |
| 1939 | 99.786    | [ 10 ] |
| 1946 | 136.454   | [ 11 ] |
|      |           |        |
| 1955 | 86.600    | [ 10 ] |
| 1960 | 82.591    | [ 10 ] |
| 1971 | 79.134    | [ 12 ] |
| 1981 | 67.345    | [ 12 ] |
| 1990 | 62.300    | [ 10 ] |
|      |           |        |
| 2000 | 78.900    | [ 13 ] |
| 2007 | 73.074    | [ 1 ]  |

## Landräte
- 1816–1828 August Heinrich Ferdinand von Funcke
- 1828–1848 Georg von Stuckrad (1811–1893)
- 1848–1857 Bernhard Ulrici (1824–1890)
- 1857–1867 Lothar von Wurmb (1824–1890)
- 1867–1868 Maximilian Senfft von Pilsach (1828–1903) (kommissarisch)
- 1868–1903 Adolph von Richter (1839–1903)
- 1903–1908
- 1908–1917 Fritz von Richter (1879–1917)
- 1917–1920 Busso Bartels (1880–1944)
- 1920–1933 Arthur Zimmermann
- 1933–1945 Alfred Pape (* 1903)

## Kommunalverfassung bis 1945
Der Landkreis Weißenfels gliederte sich in Städte, in Landgemeinden und – bis zu deren Auflösung – in Gutsbezirke. Mit Einführung des preußischen Gemeindeverfassungsgesetzes vom 15. Dezember 1933 sowie der Deutschen Gemeindeordnung vom 30. Januar 1935 wurde zum 1. April 1935 das Führerprinzip auf Gemeindeebene durchgesetzt. Eine neue Kreisverfassung wurde nicht mehr geschaffen; es galt weiterhin die Kreisordnung für die Provinzen Ost- und Westpreußen, Brandenburg, Pommern, Schlesien und Sachsen vom 19. März 1881.

## Städte und Gemeinden vor 1950

### Stand 1939
Der Landkreis Weißenfels umfasste 1939 sechs Städte und 174 Gemeinden:
| - Abtlöbnitz - Almrich - Aupitz - Bad Kösen, Stadt - Benndorf - Beuditz - Böhlitz - Bonau - Borau - Burgwerben - Deuben - Deumen - Dobergast - Döbris - Domsen - Döschwitz - Droitzen - Droyßig - Flemmingen - Gernstedt - Gerstewitz - Gieckau - Gladitz - Gniebendorf - Goldschau - Görschen - Gosserau - Göthewitz - Granschütz - Gröben - Gröbitz - Großgestewitz - Großgrimma - Großhelmsdorf - Großjena - Großkayna - Großkorbetha - Haardorf - Hassel - Hassenhausen - Hohenmölsen, Stadt - Hollsteitz - Jaucha - Kämmeritz - Kaynsberg | - Keutschen - Kirchsteitz - Kischlitz - Kistritz - Kleben - Kleinhelmsdorf - Kleinheringen - Kleinjena - Kößlitz-Wiedebach - Kössuln - Kostplatz - Köttichau - Krauschwitz - Kreipitzsch - Kreischau - Kretzschau - Kriechau - Krössuln - Lagnitz - Langendorf - Launewitz - Leißling - Lengefeld - Lindau - Lißdorf - Löbitz - Lobitzsch - Lösau - Luckenau - Markwerben - Meineweh - Mertendorf - Meyhen - Mödnitz - Mollschütz - Mutschau - Naundorf - Nautschütz - Nellschütz - Nessa - Niedermöllern - Nonnewitz - Obergreißlau - Oberkaka - Obermöllern | - Obernessa - Oberschwöditz - Oberwerschen - Obschütz - Osterfeld, Stadt - Pauscha - Pirkau - Plennschütz - Plotha - Podebuls-Wetterzeube - Pohlitz - Pomnitz - Poppel - Pörsten - Posendorf - Poserna - Possenhain - Pötewitz - Pratschütz - Pretzsch - Priesen - Priestädt - Prittitz - Punkewitz - Punschrau - Queisau - Quesnitz - Rathewitz - Rehehausen - Reichardtswerben - Reußen im Grunde - Rippach - Roda - Rödigen - Romsdorf - Roßbach - Rössuln - Rudelsdorf - Runthal - Saaleck - Scheiplitz - Schelkau - Schellsitz - Schkölen, Stadt - Schkortleben | - Schleckweda - Schleinitz - Schmerdorf - Schönburg - Schortau - Schulpforte - Schwerzau - Selau - Spielberg - Steingrimma - Stolzenhain - Storkau - Stößen, Stadt - Tagewerben - Taucha - Taugwitz - Teuchern, Stadt - Theißen - Thierbach - Trebnitz a./Elster - Trebnitz - Uichteritz - Untergreißlau - Unterkaka - Unterschwöditz - Unterwerschen - Wählitz - Waldau - Webau - Weickelsdorf - Weißenborn - Wengelsdorf-Kraßlau-Leina - Werben - Wethau - Wettaburg - Wetterscheidt - Wildschütz - Willschütz - Wuschlaub - Zäckwar - Zaschendorf - Zellschen - Zembschen - Zorbau - Zschorgula |

### Vor 1950 aufgelöste oder ausgeschiedene Gemeinden
| - Bösau, zu Großgrimma - Bröditz, 1928 zu Nonnewitz - Gaumnitz, 1931 zu Luckenau - Groitzschen, zu Kretzschau - Grunau, zu Großgrimma - Kleinkayna, zu Großkayna - Köpsen, 1930 zu Rössuln - Korseburg, 1932 zu Schleinitz - Kuhndorf, 1935 zu Runthal - Lissen, 1938 zu Osterfeld - Nixditz, 1928 zu Nonnewitz | - Nödlitz, zu Wildschütz - Pitzschendorf, 1938 zu Osterfeld - Reußen b. Theißen, 1928 zu Theißen - Streckau, 1931 zu Luckenau - Tackau, 1939 zu Deuben - Unternessa-Dippelsdorf, 1929 zu Nessa - Weidau, 1931 zu Luckenau - Wernsdorf, 1929 zu Nessa - Zetzsch, 1931 zu Hohenmölsen - Zörbitz, zu Zorbau |

### Namensänderungen
In den 1920er/30er Jahren erfolgten einige kleinere Namensänderungen:
- 1929 Schulpforta → Schulpforte
- 1935 Kösen → Bad Kösen
- 1937 Cämmeritz → Kämmeritz
- 1937 Cleben → Kleben

## Städte und Gemeinden 1990–2007

### Verwaltungsgliederung 2007
(Einwohner am 31. Dezember 2006)
Einheitsgemeinden
1. Hohenmölsen, Stadt (9.530)

Verwaltungsgemeinschaften mit ihren Mitgliedsgemeinden
Sitz der Verwaltungsgemeinschaft *
| - 1. Verwaltungsgemeinschaft Lützen-Wiesengrund 1. Dehlitz (Saale) (574) 2. Granschütz (1.146) 3. Großgörschen (851) 4. Lützen, Stadt * (3.629) 5. Muschwitz (1.135) 6. Poserna (384) 7. Rippach (689) 8. Röcken (610) 9. Sössen (236) 10. Starsiedel (692) 11. Taucha (641) 12. Zorbau (819) - 2. Verwaltungsgemeinschaft Saaletal 1. Burgwerben (1.070) 2. Goseck (1.106) 3. Großkorbetha * (2.008) 4. Reichardtswerben (1.266) 5. Schkortleben (629) 6. Storkau (601) 7. Tagewerben (808) 8. Uichteritz (1.417) 9. Wengelsdorf (905) | - 3. Verwaltungsgemeinschaft Vier Berge-Teucherner Land 1. Gröben (715) 2. Gröbitz (500) 3. Krauschwitz (607) 4. Langendorf (2.475) 5. Leißling (1.568) 6. Nessa (977) 7. Prittitz (1.028) 8. Teuchern, Stadt * (3.484) 9. Trebnitz (880) - 4. Verwaltungsgemeinschaft Weißenfelser Land 1. Markwerben (698) 2. Weißenfels, Stadt * (29.669) |

### Gebietsveränderungen seit 1995
Seit 1995 fanden im Landkreis Weißenfels viele Gebietsveränderungen statt.
Von den ursprünglich acht Verwaltungsgemeinschaften bestanden bei der Auflösung des Landkreises noch vier Verwaltungsgemeinschaften. In der gleichen Zeit verringerte sich die Anzahl der Gemeinden von 38 auf 33.

#### Änderungen bei Verwaltungsgemeinschaften
- Auflösung der Verwaltungsgemeinschaft Weißenfels – Eingliederung der Mitgliedsgemeinde Borau in die Stadt Weißenfels, die zur Einheitsgemeinde wird (1. Januar 1995)
- Auflösung der Verwaltungsgemeinschaft Hohenmölsen-Land – Eingliederung der Mitgliedsgemeinden Webau und Werschen in die Stadt Hohenmölsen, die zur Einheitsgemeinde wird (1. Januar 2003)
- Auflösung der Verwaltungsgemeinschaften Teucherner Land und Vier Berge – Neubildung der Verwaltungsgemeinschaft Vier Berge-Teucherner Land (1. Januar 2005)
- Auflösung der Verwaltungsgemeinschaften Großkorbetha und Uichteritz (Eingliederung der Gemeinde Markwerben in die Verwaltungsgemeinschaft Weißenfelser Land) – Neubildung der Verwaltungsgemeinschaft Saaletal (1. Januar 2005)
- Auflösung der Verwaltungsgemeinschaften Lützen und Wiesengrund – Neubildung der Verwaltungsgemeinschaft Lützen-Wiesengrund (1. Januar 2005)
- Neubildung der VG Weißenfelser Land aus der Gemeinde Markwerben aus der aufgelösten VG Uichteritz sowie der bis dato verwaltungsgemeinschaftsfreien Stadt Weißenfels (1. Januar 2005)

#### Änderungen auf Gemeindeebene
- Auflösung der Gemeinde Borau – Eingemeindung nach Weißenfels (1. Januar 1995)
- Auflösung der Gemeinde Zembschen – Eingemeindung nach Hohenmölsen (9. Mai 2002)
- Auflösung der Gemeinden Webau und Werschen – Eingemeindung nach Hohenmölsen (1. Januar 2003)
- Auflösung der Gemeinde Schelkau – Eingemeindung nach Teuchern (1. Januar 2004)

## Kfz-Kennzeichen
Anfang 1991 erhielt der Landkreis das Unterscheidungszeichen WSF. Es wurde im Burgenlandkreis bis zum 15. August 2007 ausgegeben. Durch die Kennzeichenliberalisierung ist es seit dem 27. November 2012 im Burgenlandkreis erhältlich.